# Salvelinus grayi
Salvelinus grayi är en fiskart som först beskrevs av Günther 1862.  Salvelinus grayi ingår i släktet Salvelinus och familjen laxfiskar. Inga underarter finns listade i Catalogue of Life.
Denna fisk förekommer endemisk i sjön Lough Melvin i gränsområdet mellan Irland och Nordirland. Äggens befruktning sker i november och december. Utanför fortplantningstiden simmar fisken vanligen 10 till 30 meter under vattenytan. Arten har främst hinnkräftor som föda.
Under 1980-talet introducerades sarv i sjön som är en allvarlig konkurrent för Salvelinus grayi. Beståndet minskade därför markant. Under 1986 fångades 42 exemplar av arten och året 2001 endast 12. Under nyare undersökningar åren 2003 samt 2007 hittades inga individer eller befruktade ägg av Salvelinus grayi. IUCN kategoriserar arten globalt som akut hotad.